# Riatletizzazione
La riatletizzazione è un concetto introdotto negli ultimi anni per definire l'ultima parte del percorso di recupero funzionale di un atleta da un infortunio. Mentre in passato si faceva coincidere il ritorno all'attività agonistica col termine della fase di riabilitazione, le moderne conoscenze nell'ambito delle scienze motorie hanno imposto di programmare ed attuare un periodo di riatletizzazione prima del ritorno incondizionato all'attività agonistica per lo sportivo. Questi, infatti, necessita non solo di recuperare le funzionalità lese con l'infortunio, obiettivo del precedente percorso riabilitativo (fisioterapico), ma anche la gestualità sport-specifica e le capacità condizionali adeguate al livello competitivo di appartenenza.
Studi recenti focalizzati sul ruolo della terapia farmacologica nel recupero post-traumatico degli atleti, dimostra che la strategia ottimale per la riatletizzazione post-infortunio dovrebbe includere, oltre a quest'ultima, esercizi su misura, gestione del carico e riabilitazione ad hoc.

## Definizione
"La riatletizzazione è l'ultima fase del percorso rieducativo, nella quale, sfruttando i principi dell'allenamento sportivo, si raggiunge il completo recupero delle capacità condizionali e delle abilità sport-specifiche dell'atleta".

## Ambito professionale
La figura professionale preposta alla riatletizzazione è il dottore in scienze motorie, in stretta collaborazione con il fisioterapista e i professionisti che hanno curato la riabilitazione di quell'atleta.